# Autoportrait (Matisse, 1906)
Pour les articles homonymes, voir Autoportrait (homonymie).
Autoportrait est un tableau réalisé par Henri Matisse en 1906. Cette huile sur toile est un autoportrait fauve. Elle est conservée au Statens Museum for Kunst, à Copenhague.